# Dermot Desmond
Dermot Desmond (* 14. August 1950 in Macroom) ist ein irischer Unternehmer.

## Leben
Desmond arbeitete für die Citibank und dann für PricewaterhouseCoopers in Afghanistan. 1981 gründete er das irische Unternehmen NCB Stockbrokers, das er 1994 veräußerte. Danach gründete er das Investmentunternehmen International Investment & Underwriting. 1986 gründete er zusammen mit der Astronomin Susan McKenna-Lawlor das Raumfahrtunternehmen Space Technology Ireland Ltd (STIL).
Ende der 1990er Jahre äußerte er sein Interesse, die Fußballmannschaft Manchester United zu kaufen, erwarb stattdessen 1999 vom früheren Manager Fergus McCann weitere Anteile an dem schottischen Verein Celtic Glasgow und ist mit 20 % der Anteile größter einzelner Aktienhalter der Celts.
Desmond ist mit Pat Desmond verheiratet, hat vier Kinder und wohnt in Dublin. Nach Angaben des US-amerikanischen Forbes Magazine gehört Desmond zu den reichsten Iren.